# Psechrus taiwanensis
Psechrus taiwanensis är en spindelart som beskrevs av Wang och Yin 2001. Psechrus taiwanensis ingår i släktet Psechrus och familjen Psechridae.
Artens utbredningsområde är Taiwan. Inga underarter finns listade i Catalogue of Life.